# Alan Washbond
Alan M. Washbond (* 14. Oktober 1899 in Keene Valley, New York; † 30. Juli 1965 in Plattsburgh, New York) war ein US-amerikanischer Bobfahrer und Olympiasieger.
Washbond bildete zusammen mit seinem Partner Ivan Brown in den 1930er Jahren eines der weltweit erfolgreichsten Zweierbobteams. Sie gewannen 1935, 1938 und 1939 die nordamerikanische Meisterschaft sowie 1934, 1938 und 1939 die Meisterschaft der Amateur Athletic Union. Den größten Erfolg konnten sie bei den Olympischen Winterspielen 1936 in Garmisch-Partenkirchen feiern, als sie die Goldmedaille im Zweierbob gewannen.
Washbond war Hausverwalter von Beruf, sein Sohn Waightman Washbond war ebenfalls Bobfahrer.